# Subkowy
Subkowy (kaszb. Subkòwë) – wieś kociewska w Polsce położona w województwie pomorskim, w powiecie tczewskim, siedziba gminy Subkowy na trasie linii kolejowej nr 131 Chorzów Batory – Tczew i przy drodze krajowej nr 91. Wieś jest siedzibą sołectwa Subkowy w którego skład wchodzi również miejscowość Małe Subkowy. Transport publiczny obsługiwany jest przez prywatne przedsiębiorstwo transportowe na trasie Tczew – Subkowy.
W latach 1954–1972 wieś należała i była siedzibą władz gromady Subkowy. W latach 1975–1998 miejscowość administracyjnie należała do województwa gdańskiego.

## Historia

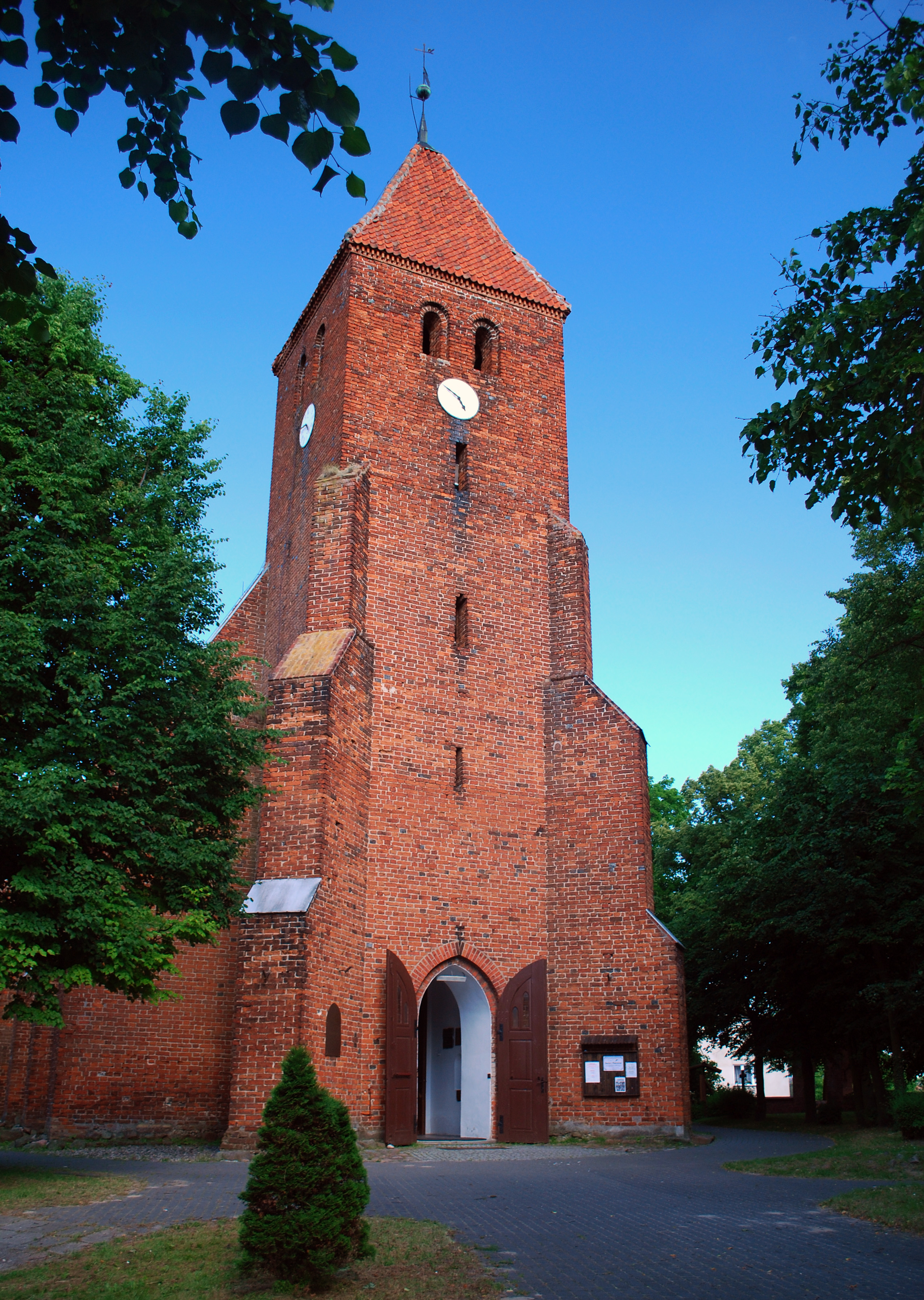
Kościół w Subkowach

Pierwsze informacje o wsi podają dokumenty z 1282 roku. Ziemię tę otrzymał od księcia pomorskiego Mściwoja II rycerz Michał. Zdradził swego suwerena na rzecz margrabiów brandenburskich i Ziemia Subkowska została podarowana stolicy biskupiej we Włocławku.
Biskup włocławski Wisław uzyskał dla wsi prawo chełmińskie w 1290 roku. Lokacja nastąpiła w roku 1301. W tym samym roku erygowano we wsi parafię pod wezwaniem Świętego Stanisława Biskupa i Męczennika. Fundatorami budowli byli biskupi włocławscy.
Od 1 do 6 listopada 1906 roku w miejscowej szkole elementarnej odbył się strajk dzieci przeciwko nauczaniu religii w języku niemieckim. Z uczestników strajku znane są nazwiska następujących dzieci: J. Dziubura, F. Müller, J. Nitkowski. Strajk był elementem znacznie większej akcji biernego oporu wobec pruskich władz szkolnych, która na przełomie 1906 i 1907 roku objęła ponad 460 (!) szkół w prowincji Prusy Zachodnie, czyli przedrozbiorowe Pomorze Gdańskie, Powiśle, ziemię chełmińską i ziemię lubawską oraz część Krajny. Inspiracją dla strajków pomorskich były wcześniejsze działania dzieci w prowincji wielkopolskiej, ze słynnym strajkiem we Wrześni (1901) na czele.

## Zabytki
Według rejestru zabytków NID na listę zabytków wpisane są:
- kościół parafialny pw. św. Stanisława Biskupa, ul. Zamkowa, XIV/XV w., nr rej.: A-324 z 10.09.1962. W narożu prezbiterium przebudowana wieżyczka ze strzelnicami, przed fasadą korpusu czworoboczna dzwonnica z hełmem ostrosłupowym. Nad prezbiterium sklepienie gwiaździste, nad nawą strop. W XVIII wiecznym wystroju rokokowa, rzeźbiona empora organowa[6]
- cmentarz parafialny (nieczynny), nr rej.: A-324 z 30.12.1987
- ogrodzenie z bramami i kaplicą, 1910-20, nr rej.: j.w.
- zespół dworski (d. nr 88), ul. Cicha 8, pocz. XX w., nr rej.: A-1205 z 15.05.1988:
  - dwór
  - budynek gospodarczy przy dworze
  - budynek gospodarczy ze spichrzem (nie istnieje)
  - park
- dwór (nr 89), ob. szkoła, XIX w., z piwnicami pałacu biskupiego z XIV w., nr rej.: A-811 z 17.11.1974
- zespół dworski (d. nr 120), ul. Pałacowa 5, XVIII/XIX w., 2 poł. XIX w., nr rej.: A-1169 z 28.05.1987:
  - dwór, bezstylowy o dwóch skrzydłach
  - park
  - 2 budynki gospodarcze.